# 메드라인플러스

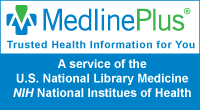
메드라인플러스

메드라인플러스(MedlinePlus)는 소비자에게 환자, 가족, 의료인을 위한 건강 정보를 제공하는 웹 사이트이다. 이 사이트는 미국의 국립 의학 도서관, 미국 국립 보건원(NIH), 다른 미국 정부 기구, 건강 관련 단체로부터의 정보도 가져온다. 미국 국립 의학 도서관이 이 사이트를 관리하고 있다. MedlinePlus는 스페인어로도 제공되며, 모바일 장치의 화면에 최적화된 영어, 스페인어 사이트도 제공된다.

## 메드라인
메드라인은 의학 전문가들을 위해 만들어졌다. 이것은 일반인에게는 너무 어렵고 복잡해, 일반인용 버전인 메드라인플러스를 만들었다.

## 한글판
보건복지부는 서울대를 통해 메드라인플러스의 번역을 하여 2007년 5월부터 서비스하려고 한다. 세계기록유산인 17세기 조선의 동의보감도 이러한 일반인을 위한 의학백과사전이었다. 그러나 오늘날에는 미국 정부의 메드라인플러스가 세계 최대의 정보량을 자랑한다.